# Дюрков
Дюрков (словац. Ďurkov) — село в окрузі Кошиці-околиця Кошицького краю Словаччини. Площа села 9,92 км². Станом на 31 грудня 2016 року в селі проживало 537 жителів.

## Історія
Перші згадки про село датуються 1323 роком.

## Населення
| Рік:            | 1994. | 2004.    | 2014.    | 2024.    |
| --------------- | ----- | -------- | -------- | -------- |
| Кількість осіб: | 1333  | 1551     | 1742     | 2066     |
| Різниця:        |       | +16,35 % | +12,31 % | +18,59 % |

| Рік:            | 2023. | 2024.   |
| --------------- | ----- | ------- |
| Кількість осіб: | 2041  | 2066    |
| Різниця:        |       | +1,22 % |